# Ratanice
Ratanice [pronunciación en polaco: /rataˈnit͡sɛ/] es un pueblo ubicado en el distrito administrativo de Gmina Czernichów, dentro del Condado de Kraków, Voivodato de Pequeña Polonia, en Polonia del sur. Se encuentra aproximadamente a 2 kilómetros al noroeste de Czernichów y a 22 kilómetros al oeste de la capital regional Cracovia.